# 史蒂夫·布雷西
斯蒂芬·亨利·布雷西（英語：Stephen Henry Bracey，1950年8月1日—），美国NBA联盟职业篮球运动员。他在1972年的NBA选秀中第2轮第8顺位被亚特兰大老鹰选中。